# Attaque de Sainte-Rose
Guerres napoléoniennes
Batailles
Campagne d'Allemagne et d'Autriche
- Sacile
- Teugen-Hausen
- Raszyn
- Abensberg
- Landshut
- Eckmühl
- Ratisbonne
- Neumarkt
- Radzymin (en)
- Caldiero
- Dalmatie
- Ebersberg
- Piave
- Malborghetto
- Linz (en)
- Essling
- Sankt Michael
- Stralsund
- Raab
- Gratz
- Wagram
- Korneuburg
- Stockerau
- Gefrees (en)
- Hollabrunn
- Schöngrabern (en)
- Znaïm
- Ölper

Batailles navales
- Martinique
- Sables-d'Olonne
- Île d'Aix
- Walcheren
- Lissa
- Pelagosa

Campagne de l'île Maurice
- Sainte-Rose
- Saint-Paul
- Île Bonaparte
- Grand Port
- Île de France
- Tamatave

Campagne d'Espagne
Rébellion du Tyrol
L'attaque de Sainte-Rose fut une petite opération amphibie des guerres napoléoniennes menée en août 1809 par des forces militaires britanniques contre la localité de Sainte-Rose, à l'est de l'île Bonaparte, île française du sud-ouest de l'océan Indien aujourd'hui connue sous le nom de La Réunion.
Lancée le 16 août, l'attaque consista en une série de bombardements et de courts débarquements menée dans le cadre d'une manœuvre combinée  de la corvette Sophia et de la frégate Néréide, commandée par Robert Corbet. L'opération permit aux assaillants de tester une première fois la défense de l'île. Ces attaques furent cependant repoussées par l'héroïsme du commandant Hubert Delisle et la garde nationale de Saint-Benoît.
Quelques jours plus tard, les Britanniques lançaient en effet sur la côte opposée une opération de bien plus grande envergure, qui réussit tout autant, l'attaque de Saint-Paul.
On sait par les écrits qu'a laissés son ami le peintre Jean-Joseph Patu de Rosemont que Nicole Robinet de La Serve, futur homme politique d'importance, participa aux escarmouches qui eurent lieu à cette occasion sur la côte est.

## Commémoration
Le 23 août 2009 à l'occasion du bicentenaire de la bataille une cérémonie s'est déroulée à Sainte-Rose. À cette occasion, une plaque commémorative a été inaugurée en hommage au commandant Hubert Delisle.

### Ressources complémentaires
- « L'île Bonaparte tombe aux mains des Anglais », Journal de l'île de La Réunion, entre 1998 et le 1er janvier 2005.